# Arthur Arrowsmith
Arthur Arrowsmith (* 10. Mai 1881 in Wolverhampton; † 1948) war ein englischer Fußballspieler.

## Karriere
Arrowsmith spielte in der Saison 1905/06 für Coventry City in der Birmingham & District League und bestritt im April 1906 ein Auswahlspiel für die Birmingham & District Football Association gegen die Scotland Juniors. Nach neun Toren in 26 Ligaeinsätzen für Coventry wechselte er im August 1906 wechselte er in die Football League First Division zum FC Stoke. Zumeist als rechter Halbstürmer aufgeboten, war Arrowsmith mit sieben erzielten Treffern in 34 Einsätzen in der Saison 1906/07 hinter Jackie Chalmers (11 Tore) zweitbester Torschütze von Stoke, der Klub stieg allerdings am Saisonende als Tabellenletzter erstmals nach 18 Spielzeiten aus der obersten englischen Spielklasse ab.
Nachdem er in der folgenden Zweitligaspielzeit nur noch in sieben Ligaspielen und vier FA-Cup-Partien (Viertrundenaus gegen die Wolverhampton Wanderers) zum Zug gekommen war und dabei auch vermehrt auf der linken Halbstürmerposition aufgeboten wurde, endete seine Zugehörigkeit am Saisonende und Arrowsmith setzte seine Laufbahn beim Ligakonkurrenten Wolverhampton Wanderers fort. Dort bestritt er allerdings fast ausnahmslos Partien für das Reserveteam (14 Spiele/7 Tore in der Birmingham & District League), sein einziger Pflichtspieleinsatz für die erste Mannschaft datiert vom Oktober 1908, als er bei einem 1:1 bei Birmingham City in der Second Division als Vertretung für Walter Radford zum Einsatz kam. Nach weniger als einem Jahr verließ Arrowsmith den Klub bereits wieder und wechselte im April 1909 in den Non-League football zu den Willenhall Swifts.